# Gen SRY

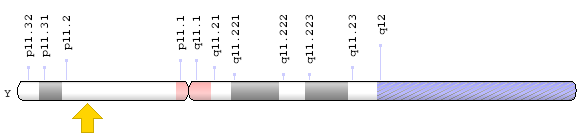
Ở người, gen SRY định vị ở cánh ngắn của nhiễm sắc thể Y tại lôcut 11.2

Gen SRY là gen xác định nam tính của người. Ở trình độ phổ thông hiên nay, thường phát âm là "gen et-rờ-y", còn phát âm theo tiếng Anh là /ʤiːn ɛs-ɑː-waɪ/ (thường đọc như "gen et-xa-oai"). Đôi khi thường gọi nôm na là "gen tinh hoàn", mặc dù đó là cách gọi không chính thức.
Đây là gen mã hóa quá trình hình thành và phát triển của tinh hoàn, đặc trưng cho nam giới, vốn nằm trên nhiễm sắc thể Y của người.

## Từ nguyên và ngoại diện
1) Khái niệm này là từ ghép của hai thuật ngữ tiếng Anh "gene" + "SRY", trong đó:
- "gene" nghĩa là gen;
- "SRY" là viết tắt cụm từ "Sex-determining Region Y" (vùng xác định giới tính ở nhiễm sắc thể Y).

2) Trong thuật ngữ khoa học tiếng Anh, khái niệm này còn được gọi là "Testis-Determining Factor" (viết tắt là TDF), nghĩa là nhân tố xác định tinh hoàn, mã hóa loại prôtêin liên kết với ADN, chịu trách nhiệm khởi đầu xác định giới tính đực ở người, định vị ở nhiễm sắc thể Y.
3) Ở nhiều loài động vật thuộc lớp Thú, các con đực cũng có gen với chức năng xác định tinh hoàn tương tự như ở người, cũng gọi là gen SRY, nhưng có cấu trúc mã hóa khác hẳn ở người.

## Chức năng

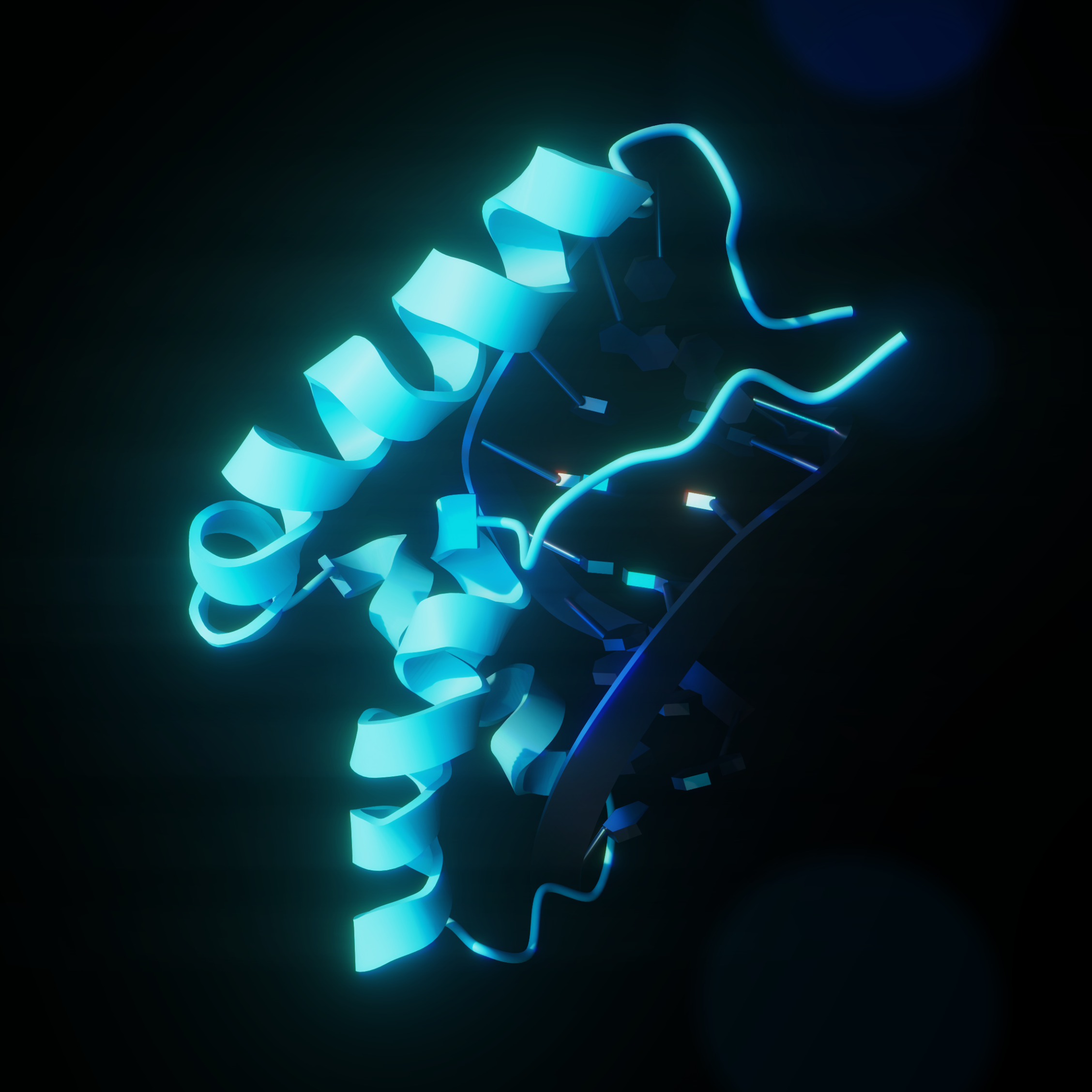
Mô hình cấu trúc của prôtêin tinh hoàn (TDF protein) mã hóa bởi gen SRY.

Gen SRY cung cấp thông tin tạo ra một loại protein được gọi là protein Y vùng xác định giới tính, cũng gọi là prôtêin tinh hoàn (TDF protein). TDF protein này tham gia vào quá trình phát triển giới tính điển hình của nam giới, thường theo một khuôn mẫu nhất định dựa trên nhiễm sắc thể của nam giới. Mỗi người bình thường thường có 46 nhiễm sắc thể trong mỗi tế bào, trong số đó có hai nhiễm sắc thể giới tính: ở nữ giới có hai nhiễm sắc thể X (44 A + XX), còn ở nam giới có một nhiễm sắc thể X và một nhiễm sắc thể Y (44 A + XY). Nhiễm sắc thể Y mang gen SRY này.
TDF protein được tạo ra từ gen này hoạt động như một yếu tố phiên mã, nghĩa là nó liên kết với các vùng cụ thể của ADN và giúp kiểm soát hoạt động của các gen cụ thể, từ đó khởi động các quá trình khiến bào thai phát triển tuyến sinh dục nam (tức tinh hoàn), đồng thời ngăn cản sự hình thành của cấu trúc sinh sản nữ (tử cung và ống dẫn trứng).